# Infidel Art
Infidel Art è il secondo album in studio del gruppo musicale giapponese Sigh, pubblicato nel 1995 dalla Cacophonous Records.

## Tracce
1. Izuna – 8:16
2. The Zombie Terror – 9:43
3. Desolation – 8:03
4. The Last Elegy – 10:30
5. Suicidogenic – 4:46
6. Beyond Centuries – 9:38

## Formazione

### Gruppo
- Mirai Kawashima – voce, basso, tastiere
- Shinichi Ishikawa – chitarra
- Satoshi Fujinami – batteria